# Ave Regina Caelorum

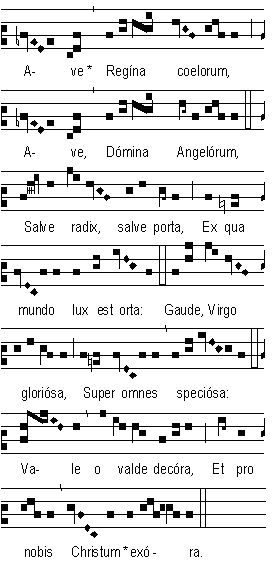

Ave Regina Caelorum är en katolsk bön ägnad Jungfru Maria. Bönen är en av fyra Maria-antifoner; de andra är Alma Redemptoris Mater, Regina Caeli och Salve Regina.

## Svensk text
Hell dig, drottning underbara
över himlens änglahär.
Du, vår morgonrodnad klara,
världens ljus till jorden bär.
Hell dig, moder, jungfrurs ära,
ibland törnen lilja skön.
Vi dig bedja, värdes bära
inför Kristus fram vår bön.

## Latinsk text
Ave, Regina Caelorum,
Ave, Domina Angelorum:
Salve, radix, salve, porta
Ex qua mundo lux est orta:
Gaude, Virgo gloriosa,
Super omnes speciosa,
Vale, o valde decora,
Et pro nobis Christum exora.